# 浅口市
浅口市（あさくちし）は、岡山県の南西部に位置する市。岡山県内で最も面積が小さい市である。天文施設が集まる「天文のまち」としても知られる。城殿山遺跡（ごじょうざんいせき＝浅口市鴨方町六条院西）では2015年から2020年にわたり発掘調査が進むと、弥生時代末期頃の墳墓と室町時代の建物跡が見つかっており、古くから定住者がいたと考えられる。

## 概要
2006年（平成18年）3月21日に、浅口郡鴨方町、金光町、寄島町の3町が合併（新設合併）して発足した。倉敷市と笠岡市に挟まれており、岡山県第2の都市である倉敷市と広島県第2の都市である福山市のベッドタウンとなっている。
市の特色として岡山県内の市としては面積は最小であるものの、製麺、酒造、植木、制帽、ストロー生産をはじめ、古い歴史を持った伝統産業・地場産業を多く抱え、中小企業が多く存在することが挙げられる。また、金光教の発祥地・本拠地としても有名であり、正月や祭事の際は金光教本部周辺は多くの参拝客で賑わう。さらに、温暖で比較的安定した気候であり、天体観測に適した地域であることから1960年（昭和35年）から岡山天体物理観測所が設置されている。2018年（平成30年）には、京都大学大学院理学研究科付属天文台岡山天文台が新設された。
「浅口市」の公式な読み方は「あさくちし」ではあるが、住民の間では「あさくち」とも「あさぐち」とも呼ばれ、合併協議において市の名称を公募した際には「あさくちし」「あさぐちし」のいずれにも応募が寄せられていた。
2018年の「平成30年7月豪雨」以降は、倉敷市真備地域、県中央部からの移住が増加し、岡山県道60号倉敷笠岡線沿いを中心に新興住宅地の開発が進んでいる。

## 地理

### 地勢

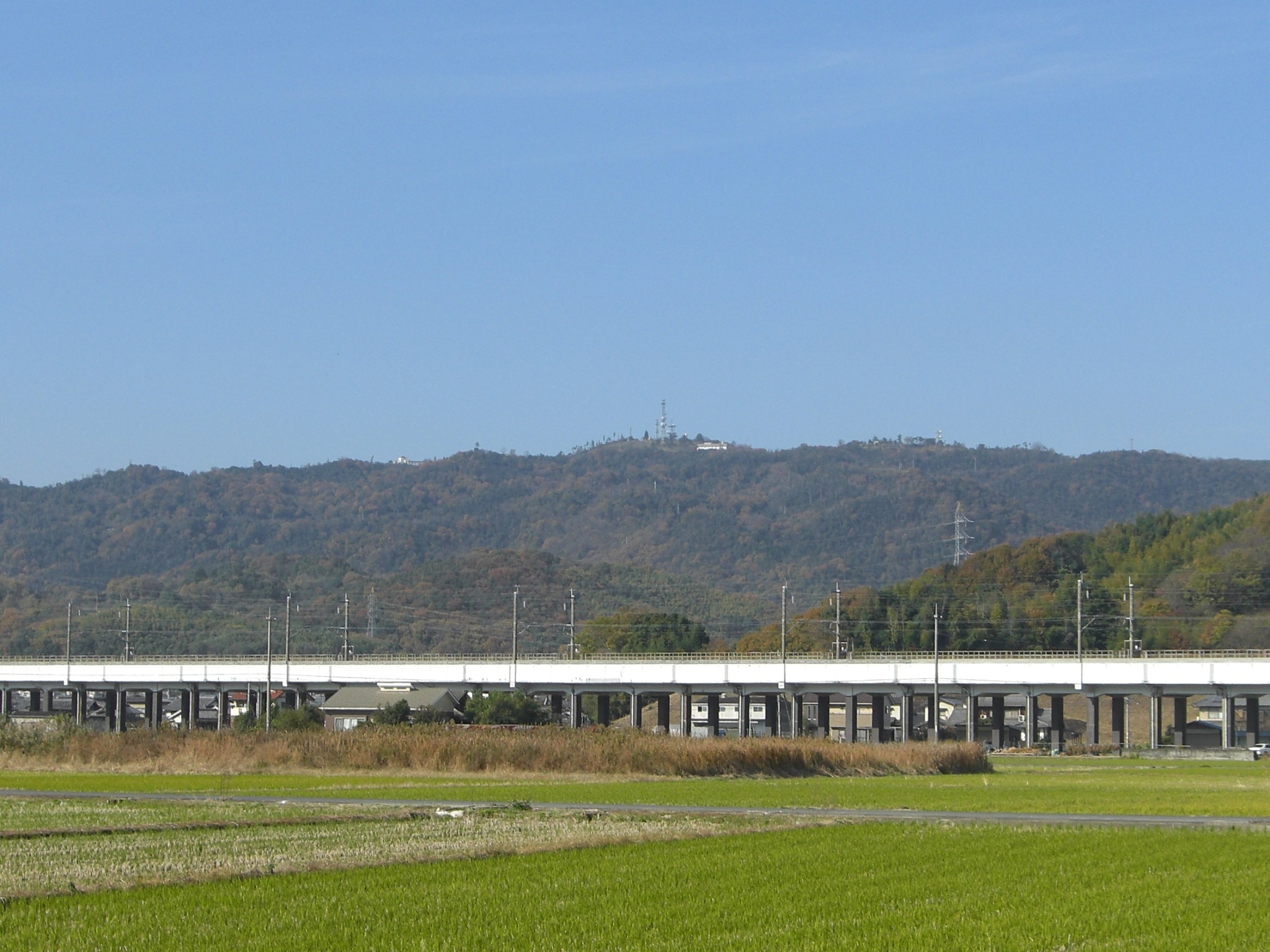
遙照山

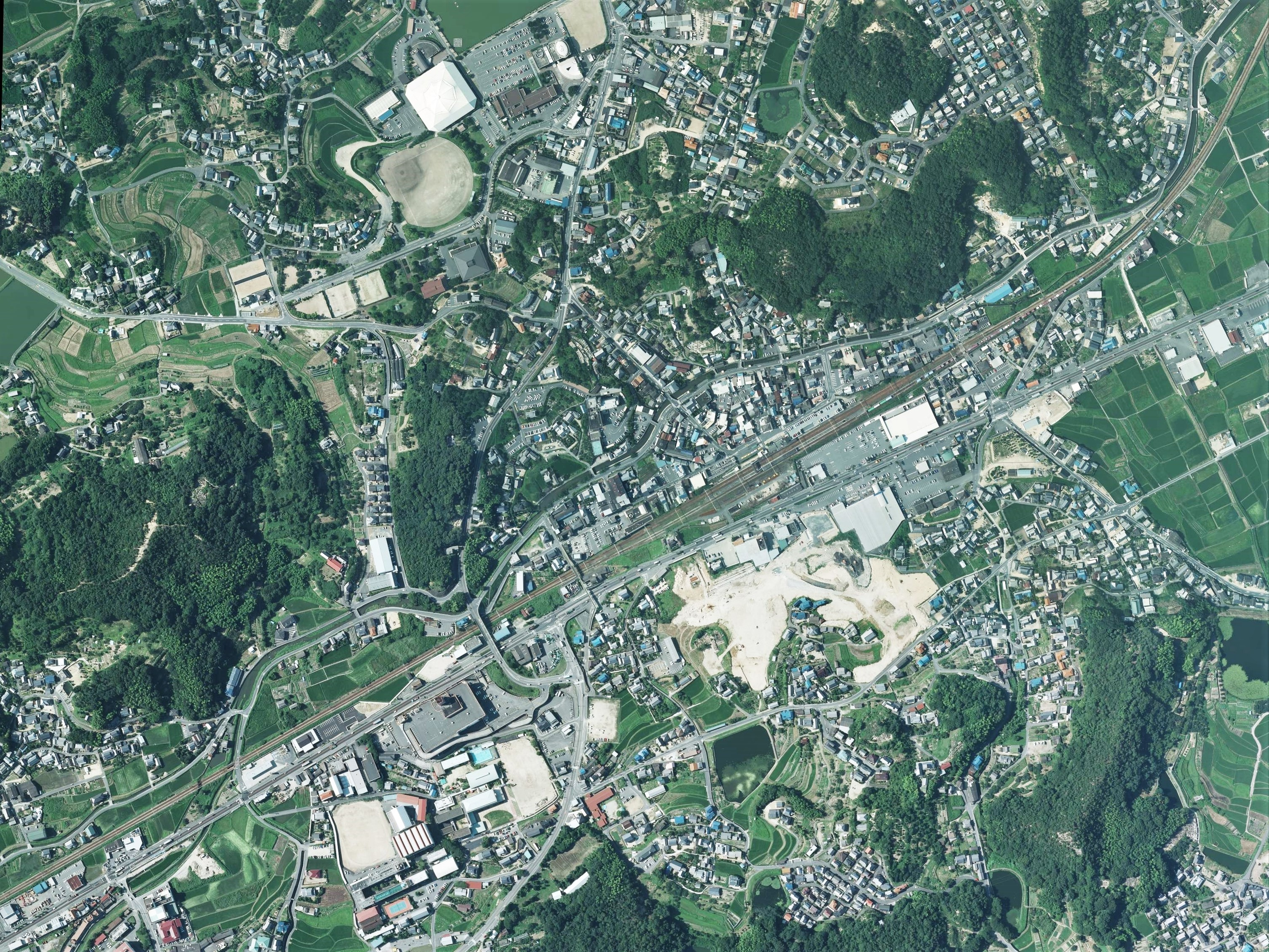
市役所の所在する鴨方地区周辺の空中写真。
2007年7月24日撮影の4枚を合成作成。。

北部に霊峰・遙照山、竹林寺山、北西部に阿部山、中部に竜王山が存在する。南部は瀬戸内海に面しており、水島工業地帯に約10km、福山工業地帯にも約20kmと近く、両地域への通勤者もかなり多い。
- 山: 遙照山、竹林寺山、阿部山、竜王山
- 河川: 岡山県は浅口市内[7]を流れる里見川の監視カメラを新御影橋に置く。（2022年6月10日時点[8]）
  - 里見川水系 - 里見川[9]、鴨方川[10]、佐方川[11]
  - 高梁川水系 - 一級河川小田川[12]）

- 島: 寄島、三ツ山

#### ため池
市内には水不足に備え複数の農業用ため池が設けられている。しかしいずれも造られた年月が不明であり、老朽化による決壊が予想されるため、農林水産省が定めた農業用ため池の管理及び保全に関する法律に基づき、都道府県によるため池のデータベースの整備と公表が施された。2024年4月1日時点で市内に同省が把握する特定農業用ため池はない。市内の90箇所を超える「防災重点農業用ため池」はほぼ全件を行政が管理し、民営の3箇所から届出を受理した。
ため池ハザードマップは県が作成し、市は同図を地域別に市内全戸に順次、配布し、大雨などの時に災害が起こる候補地域を告知し注意を呼び掛けている。
主なため池: 桝池、夫婦池、天草池

### 隣接する自治体
岡山県
- 倉敷市、笠岡市、浅口郡里庄町、小田郡矢掛町

### 人口
| |                                        |  |
| 浅口市と全国の年齢別人口分布（2005年） | 浅口市の年齢・男女別人口分布（2005年） |  |
| ■紫色 ― 浅口市 ■緑色 ― 日本全国 | ■青色 ― 男性 ■赤色 ― 女性              |  |
| 浅口市（に相当する地域）の人口の推移 \| 1970年（昭和45年） \| 34,889人 \| \| \| 1975年（昭和50年） \| 37,372人 \| \| \| 1980年（昭和55年） \| 39,360人 \| \| \| 1985年（昭和60年） \| 39,723人 \| \| \| 1990年（平成2年） \| 39,415人 \| \| \| 1995年（平成7年） \| 38,595人 \| \| \| 2000年（平成12年） \| 37,724人 \| \| \| 2005年（平成17年） \| 37,327人 \| \| \| 2010年（平成22年） \| 36,114人 \| \| \| 2015年（平成27年） \| 34,235人 \| \| \| 2020年（令和2年） \| 32,772人 \| \| |                                        |  |
| 総務省統計局 国勢調査より |                                        |  |
| 1970年（昭和45年） | 34,889人                               |  |
| 1975年（昭和50年） | 37,372人                               |  |
| 1980年（昭和55年） | 39,360人                               |  |
| 1985年（昭和60年） | 39,723人                               |  |
| 1990年（平成2年） | 39,415人                               |  |
| 1995年（平成7年） | 38,595人                               |  |
| 2000年（平成12年） | 37,724人                               |  |
| 2005年（平成17年） | 37,327人                               |  |
| 2010年（平成22年） | 36,114人                               |  |
| 2015年（平成27年） | 34,235人                               |  |
| 2020年（令和2年） | 32,772人                               |  |

### 姉妹都市・友好都市
海外
浅口市国際交流協会を設立し（2006年）、ホームステイの受入れを調整し国際理解講座を開いてきた。
- ティーツリーガリー市（City of Tea Tree Gully、アデレード郊外[26]）（オーストラリア）[25]
  - 交流は旧鴨方町が1995年に始め、友好提携に関する協定（1997年）を引き継ぎ、2007年（平成19年）10月4日に市として姉妹都市提携締結[25]。
- 高安市（中華人民共和国）
  - 交流は旧鴨方町における江西省少児芸術団の公演をきっかけに始まり（1995年）、高安市への仲介[注釈 1]を経て旧鴨方町が友好提携に関する協定締結（2005年）、これらを引き継ぎ、2009年（平成21年）10月14日に市の名義で友好都市提携を締結[25]。

## 気候
瀬戸内海式気候に属し、年間降水量は平均1,188mmと「晴れの国」を謳う岡山県において、最も雨が少ない地域とされる。そのため、市内の各所に水不足対策としてため池が設けられている。
2000年以降は2004年の台風16号で、高潮の被害が当時の寄島町で発生したほか、2018年7月の西日本豪雨で市内の一部が冠水しする被害に見舞われた。
冬は雨が少ないため空気が乾燥している。降雪量は非常に少なく、積雪を記録することはめったにない。

## 歴史

### 沿革
- 2006年3月21日 - 浅口郡鴨方町、金光町、寄島町の3町が合併（新設合併）し市制施行、浅口市となる。
- 2006年4月23日 - 誕生して初めての選挙となる市長選挙・市議会議員選挙が実施される。
- 2006年10月10日 - 倉敷市など周辺市町とともに、ご当地ナンバーである「倉敷ナンバー」を導入。
- 2011年4月 - 市営バス浅口ふれあい号が運行開始。鴨方駅の橋上駅舎、供用開始。
- 2015年3月 - 国道2号玉島笠岡道路浅口金光インターチェンジが利用可能となる。
- 2016年4月 - 浅口市立寄島西保育園、寄島幼稚園が統合され浅口市立寄島こども園を設置。
- 2018年7月6-7日 - 平成30年7月豪雨の影響で市内の一部が冠水。ため池が決壊する。

## 周辺市町村との関係
浅口市と周辺市町、特に倉敷、笠岡両市との関係は複雑となっている。
また笠岡市は西隣の福山市と福山都市圏を形成しつながりがあるものの、笠岡市と同じ井笠地域に属する、浅口市は岡山都市圏を構成している。このため福山市のつながりは笠岡に比べると少ない。
- 都市圏 - 岡山都市圏
- 消防 - 鴨方消防署(鴨方、寄島地域）、玉島消防署(金光地域）
- 警察 - 玉島警察署
- 衛生 - 岡山県西部衛生施設組合
- 水道 - 岡山県西南水道企業団
- 農業共済組合 - 井笠地区農業共済事務組合

## 市町村合併
浅口郡の合併は里庄町を加えた4町での浅口市移行、笠岡市、鴨方町、里庄町、寄島町と倉敷市、金光町の吸収合併、笠岡市と寄島町、鴨方町と金光町など3パターンが模索されていた。

### 合併までの経緯
- 2002年11月12日 - 浅口郡5町合併研究会を設置
- 2003年12月21日 - 金光町で合併先を選ぶ住民投票が行なわれ浅口地域が倉敷地域を上回る
- 2004年
  - 2月9日 - 浅口郡5町合併研究会解散
  - 2月19日 - 金光町長が鴨方町長に合併を申し入れ
  - 3月2日 - 金光町と鴨方町の両町で合併協議会を設置する方針を発表
  - 3月12日 - 金光町・鴨方町合併協議会の設置議案を提出し、両町議会で可決
  - 3月31日 - 岡山県が金光町、鴨方町の両町の地域を合併重点支援地域に指定
  - 4月1日 - 金光町・鴨方町合併協議会を設置
  - 6月23日 - 寄島町議会で執行部の提案した「笠岡市との合併」を議員が否決
  - 6月24日 - 合併先を巡る議会との不一致で寄島町長が辞職
  - 7月3日 - 寄島町長選に前元の2氏が立候補を表明
  - 7月15日 - 金光町・鴨方町合併協議会が新市名の公募始める
  - 7月28日 - 寄島町長選告示 前元の2氏が立候補
  - 7月29日 - 里庄町に住民グループが合併の公開討論会を要請
  - 8月1日 - 寄島町長選の投開票が行なわれ、金光町・鴨方町との合併を掲げていた元町長が当選
  - 8月3日 - 里庄町が公開討論会をしないと回答
  - 8月9日 - 寄島町が金光町・鴨方町合併協議会へ加入を申し入れ
  - 8月11日 - 第5回金光町・鴨方町合併協議会を開催
  - 8月16日 - 寄島町の金光町・鴨方町合併協議会への加入を発表
  - 8月20日 - 金光町・鴨方町合併協議会（臨時会議）を開催
  - 8月27日 - 金光町・鴨方町合併協議会への寄島町加入議案を提出し、金光町、鴨方町、寄島町の3町議会で可決
  - 9月1日 - 金光町・鴨方町・寄島町合併協議会を設置
  - 9月2日 - 里庄町の住民グループが「浅口合併」を求め234人の署名提出
  - 9月14日 - 県の重点支援地域に寄島町を追加指定、里庄町選管が町役場で230人分の署名閲覧を開始
  - 10月14日 - 協議会が「新市建設計画 骨子」を提示
  - 11月11日 - 新市名に「浅口（あさくち）市」を提案、里庄町の住民請求を町議会付議せず
  - 12月9日 - 協議会が全会一致で新市名を可決
- 2005年3月17日 - 岡山県知事、3町長の立会いで合併協定書に調印

### 地名の変更
「郡」を「市」に置き換えた。字名は基本的に合併前と変わらない。
- 岡山県浅口郡△△町○○ → 岡山県浅口市△△町○○

### 旧3町の人口割合
- 旧鴨方町：19,172人 49.9%
- 旧金光町：12,614人 32.8%
- 旧寄島町：6,643人 17.3%

## 行政
- 市長：栗山康彦（2010年4月23日就任、4期目[32][33]）

### 歴代市長
| 歴代       | 氏名     | 在任期間                                              | 備考                       |
| ---------- | -------- | ----------------------------------------------------- | -------------------------- |
| 職務執行者 | 片山 均  | 2006年（平成18年）3月21日 - 2006年（平成18年）4月22日 | 旧金光町長（日本共産党）   |
| 1          | 田主智彦 | 2006年（平成18年）4月23日 - 2010年（平成22年）4月22日 | 旧鴨方町長、民主党推薦     |
| 2          | 栗山康彦 | 2010年（平成22年）4月23日 - 現職                      | 元自由民主党岡山県議会議員 |

### 特別職
- 副市長：松田勝久
- 教育長：城山藤一
- 浅口市役所（旧：鴨方町役場）：浅口市六条院中
- 金光総合支所：浅口市金光町占見新田
- 寄島総合支所：浅口市寄島町

### 市議会
- 定数16、選挙区無し[34]
  - 合併・市制施行後初の市議会議員選挙（2006年執行）では定数特例を適用し、定数24。2010年施行では定数20、2014年施行は定数18で2018年の選挙で定数16で施行された。
- 2022年（令和4年）4月17日執行の市議会議員選挙で選出。

#### 諸問題・不祥事
- 笠岡放送での議会中継拒否
  - 令和3年3月定例議会に於いて、栗山康彦市長及び市民3名が笠岡放送に対し市議の発言が名誉毀損に当たるため、放送しないよう要求。6月定例会よりYouTubeで議会を配信する、また笠岡放送の議会立ち入りを禁止することを決定した[35]。
- 市議による水道の窃盗（無断使用）
  - 市議が所有するビルの水道管を未届けで市が管理する水道管に接続し、無断に使用し106万円相当の損失を与えたとし書類送検された。また市議は市役所内で市長に暴言を繰り返したとして暴行・侮辱・名誉毀損罪で管轄する玉島区検察庁に書類送検されたが、こちらは不起訴になっている[36]。

## 国政

### 衆議院
- 岡山県第5区
- 加藤勝信

### 参議院
- 岡山県選挙区
- 小林孝一郎
- 小野田紀美

## 県政

### 岡山県議会
- 浅口市・浅口郡選挙区
- 渡邊知典

### 市役所組織
組織の一覧（2024年3月19日時点（令和6年）50音順所属一覧
| 部局名             | 所属する組織                       | 所属する組織                           | 所属する組織                         | 所属する組織     | 備考 |
| ------------------ | ---------------------------------- | -------------------------------------- | ------------------------------------ | ---------------- | ---- |
| 企画財政部         | 総務課（※1）                       | 財政課                                 | 秘書政策課                           |                  |      |
| 企画財政部         | 地域創造課                         | くらし安全課                           | デジタル戦略課                       |                  |      |
| 生活環境部         | 税務課                             | 市民課                                 | 環境課                               |                  |      |
| 健康福祉部         | 社会福祉課                         | 高齢者支援課                           | 健康こども福祉課                     |                  |      |
| 産業建設部         | 産業振興課：観光協会事務局を預かる | 建設課                                 | 建設業務課                           | まちづくり課     |      |
| 上下水道部         | 水道課                             | 下水道課                               |                                      |                  |      |
| 教育委員会事務局   | 教育総務課                         | 学校教育課                             | 保育未来課                           |                  |      |
| 教育委員会事務局   | ひとづくり推進課                   | 金光分室                               | 寄島分室                             |                  |      |
| 教育委員会事務局   | 図書館                             | 学校給食センター                       | 岡山天文博物館                       |                  |      |
| 総合支所           | 金光総合支所                       | 寄島総合支所                           |                                      |                  |      |
| その他の部局       | 議会事務局（※2）                   | 選挙管理委員会事務局（総務課内（※1）） | 監査委員事務局（議会事務局内（※2）） | 農業委員会事務局 |      |
| 浅口市土地開発公社 | 浅口市土地開発公社                 |                                        |                                      |                  |      |

### 市役所・支所の管轄区域

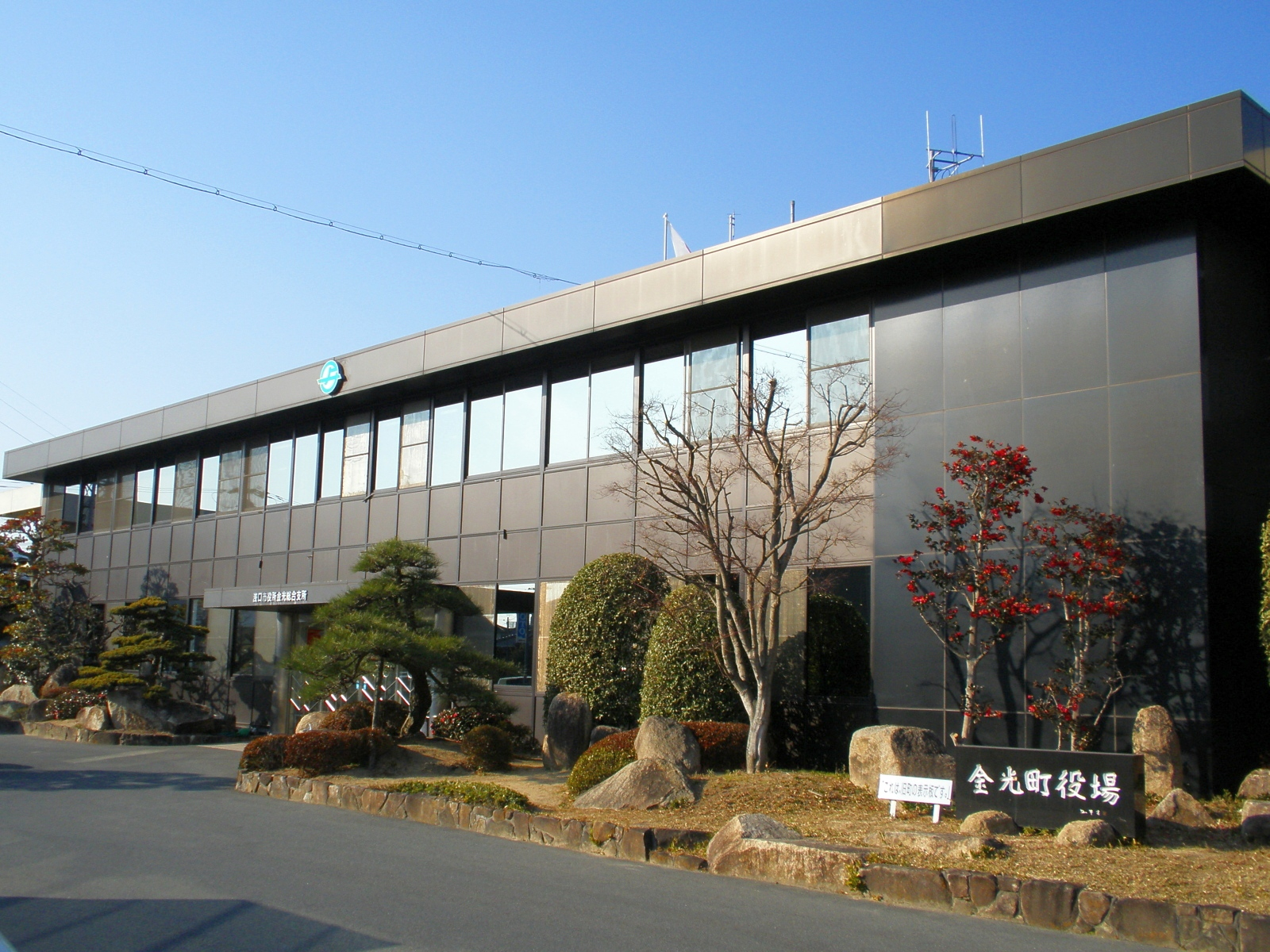
金光総合支所

| 名称         | 所在地             | 管轄地域                     | 備考         |
| ------------ | ------------------ | ---------------------------- | ------------ |
| 浅口市役所   | 鴨方町六条院中3050 | 市内全域（旧鴨方町域を含む） | 市内を総括   |
| 金光総合支所 | 金光町占見新田751  | 旧金光町域                   | 旧金光町役場 |
| 寄島総合支所 | 寄島町16010        | 旧寄島町域                   | 旧寄島町役場 |

### 警察
- 玉島警察署鴨方交番
- 玉島警察署小坂駐在所
- 玉島警察署金光駅前交番
- 玉島警察署寄島交番

### 消防
- 笠岡地区消防組合鴨方消防署
- 倉敷市消防局玉島消防署西出張所
- 笠岡地区消防組合鴨方消防署寄島出張所

### 保健所
- 備中保健所井笠支所[39] 管轄は笠岡市、井原市、浅口市、里庄町、矢掛町[40]。笠岡市六番町2-5

## 経済・産業
浅口商工会は地産のブランド「浅口の幸」を振興している。
大型商業施設
- 天満屋ハピータウン鴨方店

### 地場産業
- 製麺業（手延べ麺）
- 醸造業（特に酒造）
- 農業（特に米、モモ、ナシ、イチゴ等）
- ストロー製造・卸
- 繊維業（制帽）
- 造園業（植木） - 金光町
- 漁業 - 寄島町

### 本社・事業所を置く企業
食品
- 製麺[42]
  - 宮田製麺[43]
  - かも川手延素麺
  - スズキ麺工
  - 麺匠かもがた本舗
  - 麺匠鴨川水車
  - 菱中麺業
- 酒造
  - 平喜酒造
  - 神露酒造
  - 丸本酒造
  - 嘉美心酒造
- その他
  - タカキベーカリー岡山工場

軽工業
- ストロー
  - シバセ工業
  - アサヒストロー
  - ダイヤストロー
  - 川崎商会
  - みのや商店
- 制帽・帽子卸
  - アキタ帽子
  - 襟立製帽所
  - フクヤ
  - ヴォウクス鴨方工場
  - マツキ鴨方工場

土木業
- 造園、園芸
  - 渡辺吉備園
  - 吉田造園
  - 久本幡松園
  - 渡辺グリーン産業

工業
- マティ
- 阪神化成岡山営業所
- イクヨ岡山工場
- クラボウ鴨方工場
- 山佐寄島事業所

宿泊
- 遙照山ホテル
- 鴨方グリーンホテル
- 土佐家

物流
- 佐川急便倉敷西支店

### 工業団地
- 青佐工業団地
- 占見新田工業団地
- 浅口工業団地（未着工）

### メガソーラー
- NH岡山太陽光発電所
- あさくち寄島太陽光発電所
- 寄島干拓地D地区
- 岡山浅口太陽光発電所

## 教育

### 小学校
- 浅口市立金光小学校
- 浅口市立金光竹小学校
- 浅口市立金光吉備小学校
- 浅口市立鴨方西小学校
- 浅口市立鴨方東小学校
- 浅口市立六条院小学校

### 中学校
- 浅口市立金光中学校
- 浅口市立鴨方中学校
- 金光学園中学校

### 義務教育学校
- 浅口市立寄島学園

### 高等学校
- 岡山県立鴨方高等学校
- おかやま山陽高等学校
- 金光学園高等学校

### 専門学校
- 岡山自動車大学校

## 医療

### 総合病院
- 同仁会 金光病院
- みわ記念病院
- 八紘会 上田記念病院

## 交通・通信

### 鉄道
- 西日本旅客鉄道（JR西日本）

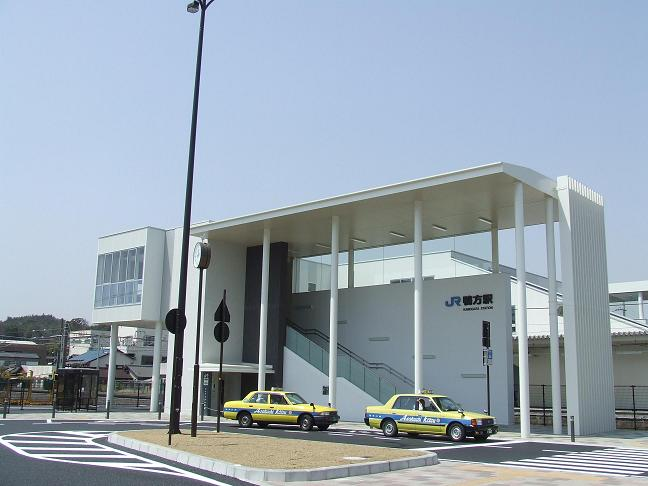
JR鴨方駅

  - ■山陽本線：（倉敷市）- 金光駅 - 鴨方駅 - （里庄町）
  - その他、山陽新幹線が新倉敷駅 - 福山駅間で当市を通過している。
- 中心となる駅：鴨方駅

### バス

#### 高速バス
- 中国バスカブトガニ号※2022年12月1日現在、運行休止、神辺⇔大阪線（カブトガニ号）運行は2025年3月31日に終了予定[44]。
  - 旧路線（神辺-井原バスセンター-笠岡市役所）- 鴨方天草 - （JR難波駅（OCAT）） - 上本町バスセンター - ユニバーサル・スタジオ・ジャパン

#### 路線バス
現市長は市内循環のワンコインバス導入を最優先課題として公約に掲げ、2011年4月より1年間試験運行、2012年4月より運行。
- 井笠バスカンパニー - 井笠鉄道路線は2012年10月31日を以って全路線が廃止された。
  - 中国バス - 井笠鉄道バス路線廃止路線（旧井笠バスカンパニー運行）の一部を代替運行し、現在は同社が運行している。

運行しているバス路線
- 井笠バスカンパニー
  - 新倉敷駅 - 玉島中央町 - 黒崎 - 沙美 - 南浦 - 寄島
- 浅口ふれあい号[45]
- 寄島タクシー
  - 寄島 - 里庄駅

### 道路
高速道路
- 山陽自動車道 : 鴨方IC

一般国道
- 国道2号
  - 玉島笠岡道路（自動車専用道路） : 浅口金光IC（起点の玉島西IC - 浅口金光IC間が供用中）

県道
- 岡山県道60号倉敷笠岡線
- 岡山県道64号矢掛寄島線
- 岡山県道155号鴨方矢掛線
- 岡山県道194号鴨方停車場線
- 岡山県道284号東安倉鴨方線
- 岡山県道286号里庄地頭上線
- 岡山県道471号南浦金光線

### 新聞
- 山陽新聞浅口支局

### テレビ・ラジオ
テレビ放送局
- 地上波テレビ放送 （アナログ）

| 局名 | NHK岡山 総合 | NHK岡山 教育 | RSK  | OHK  | RNC  | KSB  | TSC | 出力 | 偏波面 | 中継局所在地 |
| ---- | ------------ | ------------ | ---- | ---- | ---- | ---- | --- | ---- | ------ | ------------ |
| 鴨方 | 46ch         | 48ch         | 40ch | 43ch | 50ch | 52ch | -   | 3W   | 垂直   | 鴨山城跡東方 |

地上デジタルテレビ放送鴨方局設置については先行する中継局のカバー状況により設置が決められる。
ラジオ放送局
- AMラジオ放送
  - NHK岡山第1放送：603kHz（岡山局 出力5kW）
  - NHK岡山第2放送：1386kHz（岡山局 出力5kW）
  - RSKラジオ：1494kHz（笠岡局 出力100W）
- FMラジオ放送
  - NHK-FM岡山：88.7MHz（岡山局）、83.7MHz（笠岡局）
  - 岡山エフエム放送：76.8MHz（岡山局）、80.4MHz（笠岡局）
  - エフエムゆめウェーブ：79.2MHz（笠岡局）
  - エフエムくらしき：82.8MHz（倉敷局）
  - RSKラジオ（ワイドFM）：91.4MHz（岡山局）

ケーブルテレビ
- ケーブルネットワーク金光（金光町）
- 笠岡放送浅口局（鴨方町、寄島町）

### 電話
市外局番
市内全域が0865（市内局番の番号領域は40 - 51、54 - 59）である（鴨方MA）。
- なお、52と53は倉敷MAに086-552及び553という形で倉敷市船穂地区に割り当てられている。
  - これは、もともと玉島MA（市外局番が08652、086542、086544、086552、086554）だったものが、倉敷市域の玉島地区及び船穂地区が倉敷MAに編入され（この際に市外局番が086に変更）、残された浅口市域が鴨方MAに名称変更されたためである。
- また、笠岡市、里庄町の属する笠岡MA（市内局番は60 - 79）と市外局番が同一であるが、通話エリアが異なる。
- 鴨方MAから倉敷、笠岡各MA間の相互通話時には市外局番が必要である。料金は県内市外（隣接）扱い。

市内局番
- NTT西日本
  - 鴨方収容局（鴨方町） 42（0千番台）、44、45（0、5 - 9千番台）
  - 金光収容局（金光町） 42（2 - 9千番台）、45（1 - 4千番台）
  - 寄島収容局（寄島町） 54（2 - 9千番台）
- NCC局
  - エネルギア・コミュニケーションズ 48
  - KDDI 43
  - ソフトバンクテレコム 47、58
- 空き番号 40、41、46、49、50、51、55、56、57、59

### 郵便
郵便番号は合併前と変わらない。
- 鴨方郵便局（集配局）：719-02xx、714-01xx[注釈 3]
- 金光郵便局（集配局）：719-01xx
- 寄島郵便局
- かもがた町家郵便局
- 金光宮黒郵便局
- 金光下竹簡易郵便局

## 文化

### 特産品・名産品
食品
- 手延べ麺（そうめん・うどん・ひやむぎ等）
- 日本酒
- 浅口しょうゆ  濃口・薄口に続く第3の醤油として発売

鮮魚
- 寄島ジャコ
- ガザミ
- カキ
- テンジクダイ ※この地域ではネブトと呼ばれる
- その他魚介類

野菜
- トレビス

果実
- 白桃
- 天文イチゴ
- ナシ

菓子
- 天文台もなか
- 最上塗り
- 金光饅頭
- 三ツ山

## 浅口市を舞台にした作品
- 『8年越しの花嫁』

## 浅口市でロケをした作品
浅口市観光協会はフィルムサポーター登録制度を設けて映画などの撮影に便宜を図っている。
- 『8年越しの花嫁 奇跡の実話』 遙照山総合公園で撮影（2017年12月公開）[47]
- 『とんび』
- 『日本をゆっくり走ってみたよ～あの娘のために日本一周～』「第7話」[注釈 4] 鴨方グリーンホテル、遙照山総合公園で撮影（2017年10月配信開始）[47]

## 観光・イベント

### 国登録有形文化財（建造物）
指定の順、丸カッコ内は指定日。
- 丸本家住宅及び丸本酒造。11棟、浅口市鴨方町本庄（平成15年12月1日、通番28[48]）
- 定金家住宅主屋。1棟、浅口市金光町大谷（平成18年3月27日、通番42[48]）
- 金光学園中学高等学校記念講堂。1棟、浅口市金光町占見新田（平成26年10月7日、通番76[48]）
- 姫井家住宅、主屋・長屋門。2棟、浅口市鴨方町鴨方（平成27年3月26日、通番78[48]）
- 金光教徒社東棟・中央棟及び西棟。３棟、浅口市金光町大谷（平成29年10月27日、通番87[48]）
- 金光教教学研究所客殿、客殿付属舎、洋館。３棟、浅口市金光町大谷（平成30年11月2日、通番93[48]）
- 大浦神社本殿、祝詞殿・幣殿及び拝殿、鳥居。2棟1基、浅口市寄島町（令和元年9月10日、通番98[48]）

### 名所・旧跡・観光スポット
- かもがた町家公園

天文関連
- 国立天文台岡山天体物理観測所（通称：竹林寺山天文台）
- 安倍神社（安倍晴明が天体観測を行った伝説の残る地）

宗教施設
- 金光教本部

史跡、歴史
- 鴨山城址（細川道薫が鴨山に建築した山城）
- 安芸守山城址
- 西知山城址
- 泉山城址
- 杉山城址
- 龍王山城址（寄島町）
- 龍王山城址（金光町）
- 茶臼山城 (備中国)址
- 青佐山城址
- 佐方城址
- 加賀山城址
- 西山城址

キャンプ場、アウトドア活動
- 藤波池畔キャンプ場
- 阿部山キャンプ場
- 三郎島海水浴場（瀬戸内海国立公園にある。潮干狩り、穴じゃこ釣りが可能）[49]
- 寄島園地（寄島町）
- 三ッ山（三郎島）（寄島町）
- アッケシソウ生育地（寄島町）[50]
- 浅口はればれスクエア

### 祭事・催事
- 金光教の吉備楽（1月3日、4月、10月、12月：金光教大祭）
- 寄島カキ祭（1月下旬）
- 金光教大祭（4月1日 - 4月10日、10月1日 - 10日）
- 金光町植木祭（春季はゴールデンウィーク、秋季は11月上旬）
- 鴨方町手延べ麺まつり（6月最終土日曜日）
- 諏訪神社のひがさき踊り（7月26日）
- 大浦神社の千歳楽・競馬神事（10月第一土、日曜日）
- 寄島海と魚の祭典（12月第一日曜日）

## 文化施設
公園
- 浅口市金光駅西公園
- 浅口市丸山公園
- 浅口市かもがた町家公園
- 浅口市山下記念公園
- 浅口市阿藤伯海記念公園
- 浅口市遙照山総合公園
- 浅口市金光スポーツ公園
- 浅口市天草公園
- 浅口市ふるさとかもがたプラザ（ビッグハット）
- 浅口はればれスクエア

体育施設
- 浅口市小坂西運動場
- 浅口市鴨方B&G海洋センタープール
- 浅口市寄島運動場
- 浅口市寄島東体育館
- 浅口市寄島武道場
- 浅口市寄島テニスコート
- 浅口市三ツ山スポーツ公園
- 浅口市寄島B&G海洋センター体育館
- 浅口市寄島B&G海洋センタープール

図書館
- 浅口市立金光さつき図書館
- 浅口市立鴨方図書館
- 金光図書館

博物館・資料館
- 岡山天文博物館 188cm天体望遠鏡（国立天文台）[6]。
- 浅口市立金光歴史民俗資料館
- 浅口市立鴨方郷土資料館

天文台
- 岡山天体物理観測所
- 岡山天文台 京都大学3.8m望遠鏡「せいめい」があり見学できる[6]。

上記のほか、市内の私立高校も天文台を設けている。
宗教施設
- 金光教本部
- 円珠院

## 浅口市出身・ゆかりの人物

### 出身人物

#### 明治以前の人物
- 西山拙斎 - 江戸時代の儒学者、関西の孟子と呼ばれた。
- 浦上玉堂 - 江戸時代の画家。
- 金光大神 - 金光教教祖。

#### 明治以後の人物
- 赤松月船 - 詩人、僧侶
- 阿藤伯海 - 中国文学者、漢詩人
- 江添建次郎 - プロサッカー選手（元セレッソ大阪所属）
- 菅伸子 - 菅直人元首相夫人
- 国富友次郎 - 第15代岡山市長
- 齋藤泰雄 - 元在仏日本大使
- 武政太郎 - 哲学者
- 田嶋陽子 - フェミニスト・女性学研究家、タレント
- 田中勝 - 環境学者
- 中田秀夫 - 映画監督、代表作に『リング』など
- 仁科時成 - 元プロ野球選手（ロッテ・オリオンズ）
- 春一番 - お笑いタレント
- 三宅剛一 - 哲学者、元京都大学教授
- 虫明康人 - 工学者、東北大学名誉教授、IEEEマイルストーン
- やべけんじ - 俳優（Neo Agency Co.,Ltd.所属）
- 横田茂昭 - 関西棋院所属の九段棋士。岡山県出身としては初めてタイトル戦（碁聖）に挑戦している。
- 宮原雄一 - 実業家、五洋インテックス代表取締役社長
- 遠藤寛子 - 元RSK山陽放送アナウンサー。
- 坂井亮太 - RSK山陽放送アナウンサー。出生地を同市、出身地は千葉県柏市としている[51]。

### ゆかりのある人物
- 安倍晴明 - 陰陽師。市内にある阿部山で天体観測を行ったとされる。
- 高見藤 - 元大相撲十両。幼少の頃暮らしており、廃業後は同市に住んでいる。
- 諸見里しのぶ - プロゴルファー。おかやま山陽高等学校卒。
- 倉本聰 - 幼少時、旧金光町に疎開していた。
- 早苗ネネ - じゅん&ネネメンバー。2012年より浅口市金光町に移住し、2022年に浅口市議会議員に当選。

## ゆるキャラ
浅口市は岡山天文博物館の「せいめいくん」「ドームくん」「てんもんくん・てんもんちゃん」を含めて複数のキャラクター公認し、フリー素材集を公開している。
- なんしょん？くん[53]
- 金光メイカ[54]
- せいめいくん[55][注釈 5]

### 注
1. ↑  江西省より来町した劉副主任※1と王処長※2から高安市の紹介を受ける（"※"＝1999年当時、いずれも外事弁公室）。
2. ↑  笠岡市にアメダスの観測点があり、気象庁は平成30年7月豪雨の記録を公表した[28][29][30]。
3. ↑  「714-01xx」地域は元・寄島郵便局管轄。2015年に寄島郵便局の無集配局化に伴って鴨方郵便局へ移管。
4. ↑  『日本をゆっくり走ってみたよ～あの娘のために日本一周～』「第7話」には市内で撮影されたシーンが登場。
5. ↑  安倍晴明は市内の阿部山で天体観測をした伝説が残り、それをモチーフにマスコットができた。本来は岡山天文博物館のマスコット[56]だが、市報や市内を走るコミュニティバスなどにデザインされている。